# Klasifikacija konačnih prostih grupa
U matematici, klasifikacija konačnih prostih grupa je teorema koja navodi da svaka konačna prosta grupa pripada jednoj od četiri široke klase opisane ispod. Te grupe se mogu posmatrati kao osnovni gradivni blokovi svih konačnih grupa, poput načina na koji su prosti brojevi osnovni gradivni blokovi prirodnih brojeva. Teorema Džordan–Heldera je precizniji način navođenja ove činjenice o konačnim grupama. Međutim, značajna razlika od celobrojne faktorizacije je da takvi „gradivni blokovi” nužno ne određuju jedinstvenu grupu, jer može postojati mnogo neizomorfnih grupa sa istom kompozicionom serijom ili, drugačije rečeno, ekstenzioni problem nema jedinstveno rešenje.
Teorija grupa je centralna u mnogim oblastima čiste i primenjene matematike, i teorema o klasifikaciji je jedno od velikih dostignuća savremene matematike. Dokaz se sastoji od desetina hiljada stranica u nekoliko stotina članaka iz časopisa koje je napisalo oko 100 autora, a objavljeni su uglavnom između 1955. i 2004. godine. Gorenstajn (umro 1992. godine), Lajons i Solomon su postepeno objavili pojednostavljenu i revidiranu verziju dokaza.

## Iskaz klasifikacione teoreme
Teorema — Svaka konačna prosta grupa je izomorfna sa jednom od sledećih grupa:
- član jedne od tri beskonačne klase, naime:
  - ciklične grupe prvog reda,
  - alternativne grupe od bar stepena 5,
  - grupe Lievog tipa
- jedna od 26 grupa zvanih „sporadične grupe”
- Titsova grupa (koja se ponekad smatra 27. sporadičnom grupom).

Klasifikaciona teorema ima primene u mnogim granama matematike, jer se pitanja o strukturi konačnih grupa (i njihovom delovanju na druge matematičke objekte) ponekad mogu svesti na pitanja o konačnim prostim grupama. Zahvaljujući klasifikacionoj teoremi, na takva pitanja se ponekad može odgovoriti proverom svake porodice prostih grupa i svake sporadične grupe.
Daniel Gorenstajn je objavio 1983. godine da su sve konačne proste grupe bile klasifikovane, ali to je bilo preuranjeno, jer je bio pogrešno informisan o dokazu o klasifikaciji kvazitinskih grupa. Kompletirani dokaz o klasifikaciji objavio je Ašbašer 2004, nakon što su on i Smit objavili dokaz na 1221 stranice za nedostajući kvazitinski slučaj.

## Pregled dokaza klasifikacione teoreme
Gorenstajn je napisao rad u dva toma u kome su obrazloženi niski rang i neparni karakteristični deo dokaza, a Ašbačer je napisao treći deo u kome su pokrivena preostala dva slučaja. Dokaz se može podeliti u nekoliko glavnih delova.

### Grupe niskog 2-ranga
Jednostavne grupe niskog 2-ranga su uglavnom grupe Lievog tipa niskog ranga preko polja neparnih karakteristika, zajedno sa pet naizmeničnih i sedam karakterističnih 2 tipova i devet sporadičnih grupa.
Jednostavne grupe niskog 2-ranga uključuju:
- Grupe 2-ranga 0, drugim rečima grupe neparnog reda, koje su sve rešive po teoremi Fejt–Tompsona.
- Grupe 2-ranga 1. Sajlove 2-podgrupe su ili ciklične, kojima se lako rukuje korišćenjem transferne mape, ili generalizovani kvaternioni, kojima se rukuje teoremom Brauer-Suzukija: specifično ne postoje proste grupe sa 2-rangom 1.
- Grupe 2-ranga 2. Alperin je pokazao da Sajlova podgrupa mora biti dihedralna, kvazidihedralna, upletena ili Sajlova 2-podgrupa iz U3(4). Prvi slučaj je tretira teoremom Gorenstajin-Valtera koja pokazuje da su jedino proste grupe izomorfne do  L2(q) za neparno q ili A7, drugi i treći slučaj su podložni teoremi Alperin–Brauer–Gorenstajna, što implicira da su samo proste grupe izomorfne na L3(q) ili U3(q) za neparno q ili 11, a poslednji slučaj je uradio Lajons koji je pokazao da je U3(4) jedina prosta mogućnost.
- Grupe sekcionog 2-ranga od najviše 4, klasifikovane prema teoremi Gorenstajn-Harada.

Klasifikacija grupa malog 2-ranga, a posebno onih sa najviše 2 rangom, koristi se običnom i modularnom teorijom karaktera, koja se gotovo nikada direktno ne koristi drugde u klasifikaciji.
Sve grupe koje nisu malog 2 ranga mogu se podeliti u dve glavne klase: grupe komponentnog tipa i grupe karakterističnog 2 tipa. To je zato što ako grupa ima sekcijski 2-rang od najmanje 5, tada je prema Makvilijamu pokazano da su njene Sajlove 2-podgrupe povezane, a teorema ravnoteže implicira da je svaka prosta grupa sa povezanim Sajlovim 2-podgrupama bilo komponentnog tipa ili karakterističnog 2 tipa. (Za grupe sa niskim 2 rangom, dokaz se ovo nije održiv, jer su teoreme poput teoreme signalizerskog funktora primenljive samo za grupe sa elementarnim abelovskim podgrupama ranka od najmanje 3).

## Literatura
- Aschbacher, Michael (2004). „The Status of the Classification of the Finite Simple Groups” (PDF). Notices of the American Mathematical Society. 51 (7). стр. 736—740.
- Aschbacher, Michael; Lyons, Richard; Smith, Stephen D.; Solomon, Ronald (2011), The Classification of Finite Simple Groups: Groups of Characteristic 2 Type, Mathematical Surveys and Monographs, 172, ISBN 978-0-8218-5336-8
- Conway, John Horton; Curtis, Robert Turner; Norton, Simon Phillips; Parker, Richard A; Wilson, Robert Arnott (1985), Atlas of Finite Groups: Maximal Subgroups and Ordinary Characters for Simple Groups, Oxford University Press, ISBN 978-0-19-853199-9
- Gorenstein, D. (1979), „The classification of finite simple groups. I. Simple groups and local analysis”, American Mathematical Society. Bulletin. New Series, 1 (1): 43—199, ISSN 0002-9904, MR 513750, doi:10.1090/S0273-0979-1979-14551-8
- Gorenstein, D. (1982), Finite simple groups, University Series in Mathematics, New York: Plenum Publishing Corp., ISBN 978-0-306-40779-6, MR 698782
- Gorenstein, D. (1983), The classification of finite simple groups. Vol. 1. Groups of noncharacteristic 2 type, The University Series in Mathematics, Plenum Press, ISBN 978-0-306-41305-6, MR 746470
- Daniel Gorenstein (1985), "The Enormous Theorem", Scientific American, December 1, 253  (6):  104–115
- Gorenstein, D. (1986), „Classifying the finite simple groups”, American Mathematical Society. Bulletin. New Series, 14 (1): 1—98, ISSN 0002-9904, MR 818060, doi:10.1090/S0273-0979-1986-15392-9
- Gorenstein, D.; Lyons, Richard; Solomon, Ronald (1994), The classification of the finite simple groups, Mathematical Surveys and Monographs, 40, Providence, R.I.: American Mathematical Society, ISBN 978-0-8218-0334-9, MR 1303592, Архивирано из оригинала 06. 12. 2006. г., Приступљено 23. 02. 2020
- Gorenstein, D.; Lyons, Richard; Solomon, Ronald (1996), The classification of the finite simple groups. Number 2. Part I. Chapter G, Mathematical Surveys and Monographs, 40, Providence, R.I.: American Mathematical Society, ISBN 978-0-8218-0390-5, MR 1358135, Архивирано из оригинала 06. 12. 2006. г., Приступљено 23. 02. 2020
- Gorenstein, D.; Lyons, Richard; Solomon, Ronald (1998), The classification of the finite simple groups. Number 3. Part I. Chapter A, Mathematical Surveys and Monographs, 40, Providence, R.I.: American Mathematical Society, ISBN 978-0-8218-0391-2, MR 1490581
- Gorenstein, D.; Lyons, Richard; Solomon, Ronald (1999), The classification of the finite simple groups. Number 4. Part II, Chapters 1-4: Uniqueness Theorems, Mathematical Surveys and Monographs, 40, Providence, R.I.: American Mathematical Society, ISBN 978-0-8218-1379-9, MR 1675976
- Gorenstein, D.; Lyons, Richard; Solomon, Ronald (2002), The classification of the finite simple groups. Number 5. Part III. Chapters 1–6, Mathematical Surveys and Monographs, 40, Providence, R.I.: American Mathematical Society, ISBN 978-0-8218-2776-5, MR 1923000
- Gorenstein, D.; Lyons, Richard; Solomon, Ronald (2005), The classification of the finite simple groups. Number 6. Part IV: The Special Odd Case, Mathematical Surveys and Monographs, 40, Providence, R.I.: American Mathematical Society, ISBN 978-0-8218-2777-2, MR 2104668
- Gorenstein, D.; Lyons, Richard; Solomon, Ronald (2018), The classification of the finite simple groups. Number 7. Part III, Chapters 7–11: The Generic Case, Stages 3b and 4a, Mathematical Surveys and Monographs, 40, Providence, R.I.: American Mathematical Society, ISBN 978-0-8218-4069-6, MR 3752626
- Gorenstein, D.; Lyons, Richard; Solomon, Ronald (2018), The Classification of the Finite Simple Groups, Number 8: Part III, Chapters 12–17: The Generic Case, Completed, Mathematical Surveys and Monographs, 40, Providence, R.I.: American Mathematical Society, ISBN 978-1-4704-4189-0
- Mark Ronan, Symmetry and the Monster. Oxford University Press. ISBN 978-0-19-280723-6., 2006. (Concise introduction for lay reader)
- Marcus du Sautoy, Finding Moonshine. ISBN 978-0-00-721461-7., Fourth Estate, 2008,  (another introduction for the lay reader)
- Ron Solomon (1995) "On Finite Simple Groups and their Classification," Notices of the American Mathematical Society. (Not too technical and good on history)
- Solomon, Ronald (2001), „A brief history of the classification of the finite simple groups” (PDF), American Mathematical Society. Bulletin. New Series, 38 (3): 315—352, ISSN 0002-9904, MR 1824893, doi:10.1090/S0273-0979-01-00909-0 – article won Levi L. Conant prize for exposition
- Thompson, John G. (1984), „Finite nonsolvable groups”,  Ур.: Gruenberg, K. W.; Roseblade, J. E., Group theory. Essays for Philip Hall, Boston, MA: Academic Press, стр. 1—12, ISBN 978-0-12-304880-6, MR 780566
- Knapp, Anthony W. (2006), Basic algebra, Springer, ISBN 978-0-8176-3248-9
- Rotman, Joseph J. (1995), An introduction to the theory of groups, Graduate texts in mathematics, 148, Springer, ISBN 978-0-387-94285-8
- Smith, Geoff; Tabachnikova, Olga (2000), Topics in group theory, Springer undergraduate mathematics series (2 изд.), Springer, ISBN 978-1-85233-235-8
- Bourbaki, N. (1974), Algebra, Hermann, Paris; Addison-Wesley Publishing Co., Reading Mass.
- Isaacs, I. Martin (1994), Algebra: A Graduate Course, Brooks/Cole, ISBN 978-0-534-19002-6
- Kashiwara, Masaki; Schapira, Pierre (2006), Categories and sheaves